# Резников, Алексей Юрьевич
Алексе́й Ю́рьевич Ре́зников (укр. Олексій Юрійович Резніков; род. 18 июня 1966, Львов, Украинская ССР) — украинский государственный деятель, министр обороны Украины с 4 ноября 2021 по 5 сентября 2023 года, адвокат, Заслуженный юрист Украины, первый заместитель главы украинской делегации в Трёхсторонней контактной группе с 5 мая 2020 года, член СНБО (с 19 марта 2020).
Вице-премьер-министр — министр по вопросам реинтеграции временно оккупированных территорий Украины (с 4 марта 2020 по 3 ноября 2021 года), представитель Украины в рабочей подгруппе по политическим вопросам Трёхсторонней контактной группы (с 18 сентября 2019 по 5 мая 2020 года).

## Ранние годы и образование
Родился 18 июня 1966 года во Львове.
C 1984 по 1986 годы проходил срочную службу в ВВС СССР: в/ч 87358 (Новоград-Волынский); в/ч 53904 (Луцк). Демобилизовался сержантом.
В 1986—1991 годах учился во Львовском государственном университете имени Ивана Франко. Окончил юридический факультет, специальность «правоведение», диплом с отличием.

## Профессиональная деятельность
- 1991 год — соучредитель брокерской компании «Галицкие ценные бумаги» (Galicia Securities).
- 1994 год — получил Свидетельство о праве на осуществление адвокатской деятельности № 263.
- 1999—2002 годы — заместитель председателя Центра развития украинского законодательства в г. Киеве.
- 2000—2006 годы — учредитель компании «Правис». Позднее известна как «Резников, Власенко и партнёры», далее — Magisters (в результате слияния с юридической фирмой «Магистр и партнёры»). В 2009 и 2010 годах компания стала победителем рейтинга Chambers Europe Awards.
- 2011—2014 годы — главный юрисконсульт Адвокатского бюро «Егоров, Пугинский, Афанасьев и партнёры» (как следствие слияния с юридической фирмой «Магистр и партнёры»). По совместительству — адвокат и партнёр АО «Меджистерс».
- С ноября 2018 года возобновил юридическую практику в качестве партнёра «Юридической фирмы» Астерс[7]. Специализируется на альтернативном разрешении споров, включая вынесение экспертных заключений, переговоры, фасилитацию, примирение, медиацию, установление фактов, предварительную независимую оценку и досудебные совещания по урегулированию спора и подготовку мировых соглашений[8].

## Публичная служба
В 2008—2014 годах — депутат Киевского городского совета VI созыва. Избранный от Блока Николая Катеринчука. Член комиссии по вопросам правопорядка, регламента и депутатской этики.
С июня 2014 года — депутат Киевского городского совета VII созыва. Председатель комиссии Киевского городского совета по вопросам восстановления прав реабилитированных.
19 июня 2014 года избран заместителем городского головы — секретарём Киевского городского совета.
С 2015 года: председатель украинской делегации в Конгрессе местных и региональных властей Совета Европы в 2015—2016; заместитель председателя Антикоррупционного совета при Киевском городском голове; член совета социального проекта совместного действия «Сделаем вместе»; член Целевой команды реформ по децентрализации, местного самоуправления и региональной политики при Министерстве регионального развития, строительства и жилищно-коммунального хозяйства Украины; советник Киевского городского головы.
С апреля 2016 года: заместитель председателя Киевской городской государственной администрации (КГГА) по вопросам производства самоуправляющихся полномочий. К полномочиям относятся: осуществление полномочий КГГА по вопросам реализации государственной политики в сферах развития местного самоуправления, внутренней политики, международных отношений, туризма, рекламы, охраны культурного наследия, образования, культуры, социальной защиты, молодёжи и спорта, отвечает за проведение реформ в сферах децентрализации, местного самоуправления и других сферах жизнедеятельности города Киева.
В 2017 году отвечал за организацию и проведение песенного конкурса «Евровидение» в Киеве со стороны КГГА. В 2018 году отвечал за организацию и проведение финального матча Лиги чемпионов УЕФА сезона 2017/2018 со стороны КГГА.

## Министр обороны Украины (2021—2023)
1 ноября 2021 года подал заявление об отставке с поста вице-премьер-министра — министра по вопросам временно оккупированных территорий Украины. В этот же день члены партии «Слуга народа» в Верховной раде на заседании фракции поддержали кандидатуру Алексея Резникова на пост министра обороны Украины.
3 ноября 2021 года Верховная рада Украины уволила его с должности вице-премьер-министра — министра по вопросам реинтеграции временно оккупированных территорий Украины. За это решение проголосовали 329 депутатов.
4 ноября 2021 года Верховная рада назначила Резникова на должность министра обороны Украины. За решение проголосовали 273 депутата Верховной рады Украины.

#### Вторжение России на Украину

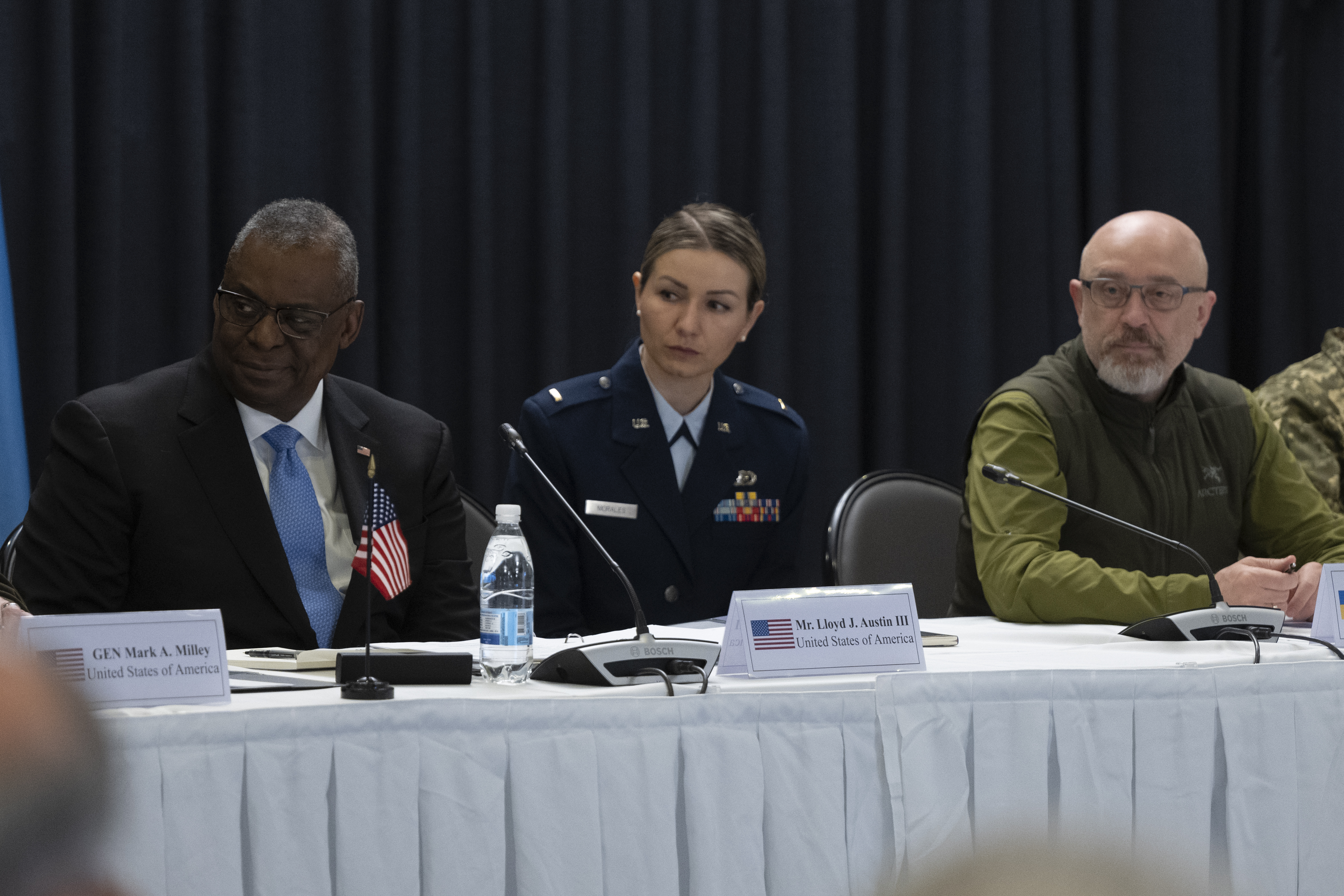
Алексей Резников и министр обороны США Ллойд Остин на авиабазе Рамштайн, 26 апреля 2022 года

26 февраля 2022 года, через два дня после начала вторжения России на Украину, Резников провёл телефонный разговор с министром обороны Беларуси Виктором Хрениным, который от имени министра обороны России Сергея Шойгу предложил остановить вторжение, если Украина капитулирует. Резников ответил, что «готов принять капитуляцию с российской стороны».

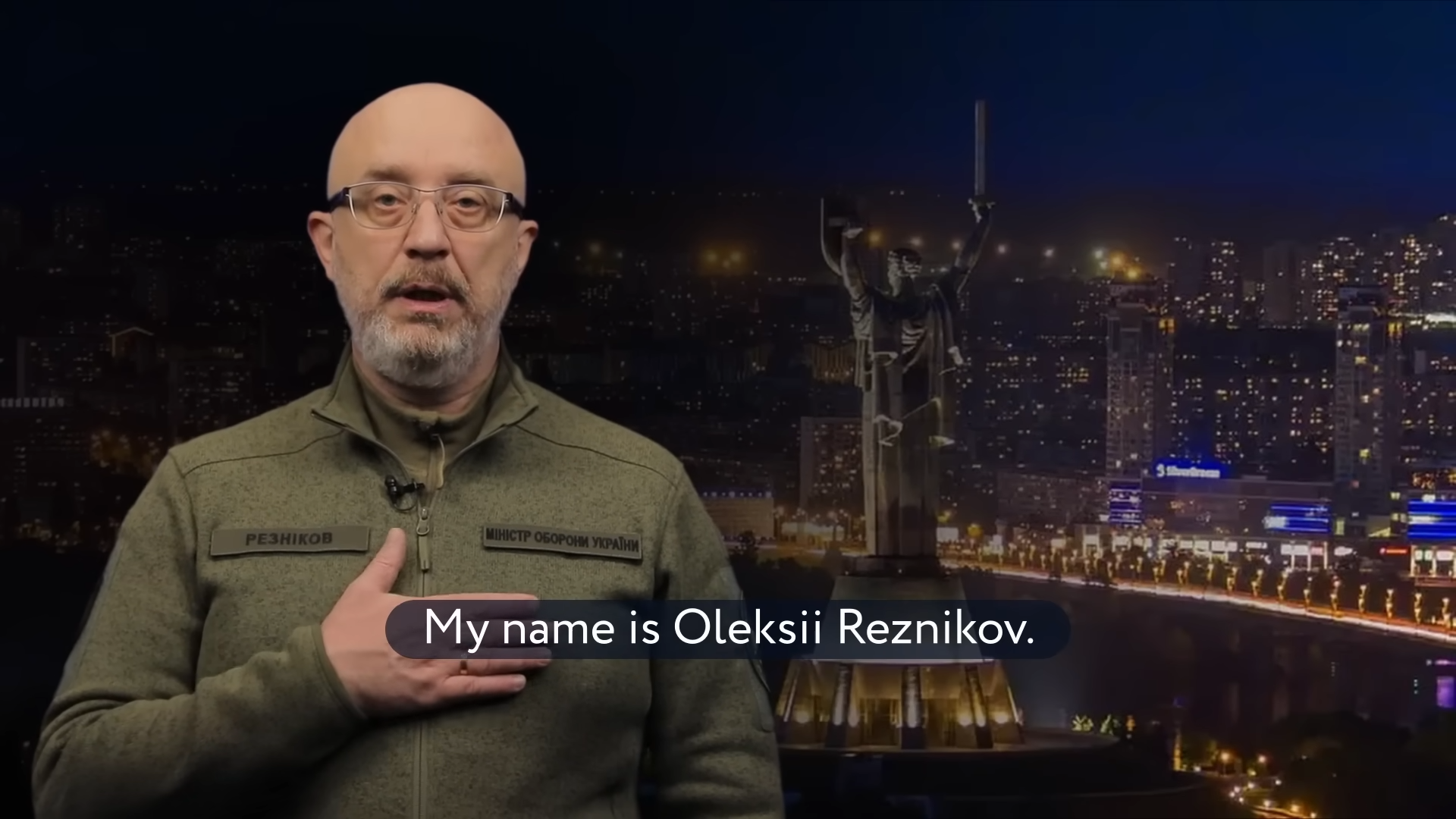
Обращение Алексея Резникова к россиянам в декабре 2022 года

В 2022 году стал одним из представителей Украины на российско-украинских переговорах по прекращению войны между государствами.
В декабре 2022 года в новогоднем обращении к россиянам на русском языке Резников заявил, что новая волна российской мобилизации начнётся 5 января 2023 года, однако этого не произошло.

#### Отставка
Впервые информация об отставке Резникова появилась после того, как в начале 2023 года на Украине из-за коррупционных скандалов уволили несколько высокопоставленных чиновников, в том числе заместителей министра обороны. В течение следующих нескольких месяцев стало известно о новом ряде скандалов с закупками министерства обороны Украины продуктов и амуниции для военных по завышенным ценам, и об отставке Резникова снова заговорили. По словам источника The New York Times в офисе президента Украины, перестановки в руководстве ведомства произошли по трем причинам: власти Украины считают, что необходимо новое военное руководство из-за затянувшейся войны, Резников подвергается критике со стороны гражданского общества и СМИ на фоне коррупционных скандалов, кроме того, он сам выражал желание уйти в отставку. Отставка главы министерства обороны подчеркнула проблему коррупции на Украине, которая стала малоосвещённой областью в контексте работы президента Зеленского.
4 сентября 2023 года подал в Верховную Раду заявление об отставке, 5 сентября Верховная Рада проголосовала за его отставку, решение поддержали 327 народных депутатов. Решение об увольнении Резникова было принято после серии обвинений украинских СМИ в том, что Минобороны закупает товары по завышенным ценам (коррупционный скандал, широко известный как «Яйца по 17 гривен»), и на фоне борьбы украинских властей с коррупцией в стране.

## Социальная активность
- С 2015 года — член совета социального проекта совместного действия «Сделаем вместе».
- С 2010 года — основатель именной стипендии Алексея Резникова для молодых, одарённых студентов, аспирантов юридических факультетов Украины.
- С 2009 года — был членом Киевской городской квалификационно — дисциплинарной комиссии адвокатуры (КДКА).
- С 2009 года — профессор кафедры публичного права юридического факультета Международного Соломонова университета.
- 1999—2000 годы — принимал активное участие в разработке одного из проектов Налогового кодекса Украины, Закона Украины «Об адвокатской деятельности и адвокатуре на Украине», изменений в Хозяйственный процессуальный кодекс Украины.
- Преподавал в Школе адвокатского мастерства А. Резникова, автор учебных тренинговых программ и ведущий мастер-классов для молодых юристов на базе Киевского Национального Университета имени Тараса Шевченко, Национального университета «Киево-Могилянская Академия», Львовского государственного университета имени Ивана Франко, Международного Соломонова университета.

## Награды
- Заслуженный юрист Украины
- Наградное оружие — пистолет «Taurus РТ 809 Compact» (2014 год)[23]
- Серебряный крест Заслуги (Польша, 2019 год)[24]
- Командор ордена Креста Витиса (Литва, 5 июля 2023 года)[25]